# Chance Leroy Mondzenga
Chance Leroy Mondzenga Mouala, né le 10 mai 2001 à Ewo en République du Congo, est un footballeur international congolais évoluant au poste d'attaquant à Maccabi Bnei Reineh FC ,.

## Biographie
Après avoir passé 2 saisons à ES Metlaoui, là où il a rapidement attiré l'attention par ses performances sur le terrain. Après s'être distingué comme l'un des talents prometteurs de son équipe, il a fait le saut vers l'international en rejoignant le  en Israël  Maccabi Bnei Reineh FC en Israël. 

### Club
En janvier 2023, Mondzenga intègre l'effectif de Étoile sportive de Métlaoui là où il fait ses débuts de carrière professionnelle pour un contrat d'une année et demie.
Après quelques jours d'entrainements, il s'adapte rapidement au sein du collectif. C'est ainsi qu'à la date du 19 janvier 2023, il se voit accorder ses premières minutes au jeu lors du match de championnat contre club africain.
Il lui a suffi de peu de temps pour faire trembler les filets de la Ligue 1 Tunisienne, le 22 janvier 2023 lors du match contre US Ben Guerdane. Un but très important[réf. nécessaire] qui permit l'équipe de l'emporter 2 -1.

### Équipe nationale
Mondzenga honore sa première sélection chez les Diables Rouges le 18 juin 2023 avec une titularisation lors du match d'élimination de la CAN 2024 contre les Aigles du Mali au stade Alphonse Massamba-Débat.

## Statistiques

### En club
| Saison                | Club                  | Championnat           | Championnat | Championnat | Coupe nationale | Coupe nationale | Coupe de la Ligue | Coupe de la Ligue | Supercoupe | Supercoupe | Compétition(s) continentale(s) | Compétition(s) continentale(s) | Compétition(s) continentale(s) | Sélection | Sélection | Sélection | Total | Total |
| Saison                | Club                  | Division              | M.          | B.          | M.              | B.              | M.                | B.                | M.         | B.         | Comp.                          | M.                             | B.                             | Équipe    | M.        | B.        | M.    | B.    |
| 2022-2023             | ES Metlaoui           | Ligue Pro. 1          | 17          | 6           | 3               | 0               | -                 | -                 | -          | -          | -                              | -                              | -                              | Congo     | 1         | 0         | 21    | 6     |
| 2023-2024             | ES Metlaoui           | Ligue Pro. 1          | 26          | 6           | 1               | 0               | -                 | -                 | -          | -          | -                              | -                              | -                              | Congo     | -         | -         | 27    | 6     |
| Sous-total            | Sous-total            | Sous-total            | 48          | 12          | 4               | 0               | -                 | -                 | -          | -          | -                              | -                              | -                              | -         | 1         | 0         | 53    | 12    |
| Total sur la carrière | Total sur la carrière | Total sur la carrière | 48          | 12          | 4               | 0               | -                 | -                 | -          | -          | -                              | -                              | -                              | -         | 1         | 0         | 53    | 12    |

### En équipe nationale
|   | Date         | Lieu                                               | Adversaire | Résultat | Competition          | Notes     |
| - | ------------ | -------------------------------------------------- | ---------- | -------- | -------------------- | --------- |
| 1 | 18 juin 2023 | stade Alphonse Massamba-Débat, Brazzaville - Congo | Mali       | 0 - 2    | Élimination CAN 2024 | Titulaire |